# كاليب جونسون
كاليب جونسون (بالإنجليزية: Caleb Johnson)‏ هو مغني أمريكي، ولد في 23 أبريل 1991 في آشفيل في الولايات المتحدة.

## وصلات خارجية
- كاليب جونسون على موقع ميوزك برينز (الإنجليزية)
- كاليب جونسون على موقع ديسكوغز (الإنجليزية)